# Georges Cloarec
Pour les articles homonymes, voir Cloarec.
Georges Cloarec (né le 22 décembre 1923 à Saint-Lubin-des-Joncherets - fusillé au fort du Mont-Valérien le 21 février 1944) est un résistant français, soldat volontaire des FTP-MOI au sein du Groupe Manouchian-Boczov-Rayman des FTP-MOI de la région parisienne, dont une dizaine avaient leur portrait sur l'Affiche rouge.

## Biographie
Né de parents bretons, George Cloarec commence à travailler comme ouvrier agricole dès l'âge de quinze ans.
Lorsque la guerre éclate, il est animé de sentiments patriotiques qui se développent avec le temps. Quand les Allemands occupent Paris et la zone nord, il quitte son travail et passe clandestinement en zone sud, dans l'intention de se rendre en Angleterre et s'engager dans les Forces françaises libres. Les recruteurs le trouvent trop jeune et refusent de l'enrôler.
Vers le début de 1942, il a 19 ans et s'engage à Toulon dans la Marine nationale française. Peu après, avec d'autres camarades, il juge que les ordres donnés par ses supérieurs ne sont pas conformes aux intérêts de son pays, se révolte et crie : « Vive la France ! À bas la collaboration ! ». L'ardent patriote est aussitôt mis aux fers. Après sa libération, il retourne séjourner quelques mois chez ses parents.
Il retourne ensuite à Paris pour chercher un contact avec la Résistance. Il se trouve intégré au Troisième détachement des FTP-MOI de la région parisienne, mouvement communiste qui regroupait des étrangers. Il participe à plusieurs actions, notamment le 12 novembre 1943, l'attaque d'un convoyeur de fonds allemand, qui tourne mal et conduit à l'arrestation des membres du groupe, dans le cadre d'un vaste coup de filet des Brigades Spéciales à l'encontre des FTP-MOI de la région parisienne.
Il est traduit avec tous ses camarades — les 23 membres de ce qu'on appellera le Groupe Manouchian — devant le tribunal militaire allemand dans un procès qui s'ouvre le 15 février 1944,. Condamné à mort, il est fusillé, à l'âge de 20 ans, au fort du Mont-Valérien le 21 février 1944. Dans la lettre adressée à son oncle et sa tante, il avait écrit « j'ai fait mon devoir de soldat […] Il n’est rien de plus beau que de mourir pour la France »,.

## Reconnaissance et hommages
Georges Cloarec est reconnu mort pour la France,.
Le nom de Georges Cloarec est mentionné sur les plaques commémoratives à Paris (19 rue au Maire), à Marseille, près de la gare d’Évry dans l'Essonne et au Blanc-Mesnil en Seine-Saint-Denis.
Il est également cité sur le monument aux morts de La Madeleine-de-Nonancourt dans l'Eure.
Le 21 février 2024, il est cité « Mort pour la France », ainsi que ses 23 autres camarades, avec l'entrée de Missak et de Mélinée Manouchian lors de la cérémonie de panthéonisation en présence d'Emmanuel Macron, président de la République française. Une plaque portant son nom et ceux des 23 résistants du groupe Manouchian est apposée au Panthéon. Son portrait figure avec les autres camarades du groupe des FTP-MOI de l'Ile-de-France.

## Liste des membres du «groupe Manouchian» exécutés le 21 février 1944

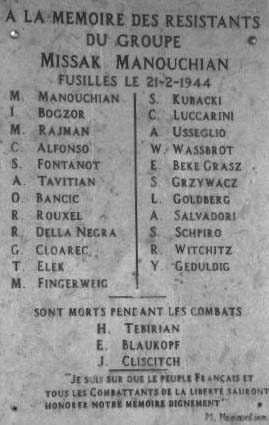
Mémorial de l'Affiche rouge à Valence.

La liste suivante des 23 membres du groupe Manouchian exécutés par les Allemands signale par la mention (AR) les dix membres que les Allemands ont fait figurer sur l'Affiche rouge :
- Celestino Alfonso (AR), Espagnol, 27 ans
- Olga Bancic, Roumaine, 32 ans (seule femme du groupe, guillotinée en Allemagne le 10 mai 1944)
- Joseph Boczov [József Boczor; Wolff Ferenc] (AR), Hongrois, 38 ans - Ingénieur chimiste
- Georges Cloarec, Français, 20 ans
- Rino Della Negra, Italien, 19 ans
- Thomas Elek [Elek Tamás] (AR), Hongrois, 18 ans - Étudiant
- Maurice Fingercwajg (AR), Polonais, 19 ans
- Spartaco Fontanot (AR), Italien, 22 ans
- Jonas Geduldig, Polonais, 26 ans
- Emeric Glasz [Békés (Glass) Imre], Hongrois, 42 ans - Ouvrier métallurgiste
- Léon Goldberg, Polonais, 19 ans
- Szlama Grzywacz (AR), Polonais, 34 ans
- Stanislas Kubacki, Polonais, 36 ans
- Cesare Luccarini, Italien, 22 ans
- Missak Manouchian (AR), Arménien, 37 ans
- Armenak Arpen Manoukian, Arménien, 44 ans
- Marcel Rayman (AR), Polonais, 21 ans
- Roger Rouxel, Français, 18 ans
- Antoine Salvadori, Italien, 24 ans
- Willy Schapiro, Polonais, 29 ans
- Amedeo Usseglio, Italien, 32 ans
- Wolf Wajsbrot (AR), Polonais, 18 ans
- Robert Witchitz (AR), Français, 19 ans

## Décoration
- Médaille de la Résistance française, à titre posthume par le décret du 31 mars 1947[11].

### Sources et liens externes
- Ressource relative à la vie publique :   - Maitron
- Notices d'autorité :   - VIAF
  - ISNI
  - BnF (données)
- FFI-FTPF, Pages de gloire des vingt-trois, Immigration, 1951
- La journée d'un « Terroriste », sur le blog « L'Affiche rouge - Manouchian - Plate-forme d'échanges de données historiques concernant L'Affiche rouge, les FTP-MOI et la Résistance juive »
- Registre d'état civil (extrait d'acte de naissance)